# 九成宫醴泉铭
《九成宫醴泉铭》是唐代皇帝李世民為紀念九成宮發現泉水，而命令宰相魏徵撰文、書法家欧阳询書寫銘文，刻成石碑。此碑為楷书字體，全碑共24行，每行50個字，碑身與碑首相連一體，碑首刻有六條纏繞的螭龍，碑額為篆書，分兩行題寫「九成宮醴泉銘」六個字。其碑布白疏朗，结体化长为方，点画比较淳厚，用笔稳健含蓄。學習書法者常以臨摹此作品練習楷書。

## 碑文
碑文中明确记载，唐贞观五年（631年），太宗李世民皇帝命令修复隋文帝之仁寿宫，在擴建後改名為九成宫。第二年（貞觀六年）春，李世民在第一次驾幸麟游九成宫消夏避暑，由于天旱少雨，人马剧增，宫廷饮水困难。4月16日这天，皇帝与长孙皇后在宫城内散步，走到宫城之西，“俯察厥土，微觉有润，因而以杖导之，有泉随而涌出，乃承以石槛，引为一渠。其清若镜，味甘如醴……”，李世民万分欣喜，故立碑以记之。

## 修補
原碑立于陕西省麟游县博物馆，但因年代久遠，歷經歲月侵蝕，早已瘡痍滿碑，殘損剝蝕嚴重。1994年開始，中國書法家任步武擔負起修復補遺工程，任步武依照《全唐文》考辨，修補了19個缺字，39個殘損字，180個剝蝕不清的字，前後共費時六年才完峻，重現天下第一楷碑的昔日風采。

## 評價
為紀念《九成宫醴泉铭》為以直言谏君而闻名的魏徵，加之当朝皇帝李世民“贞观之治”被公认为是知名的太平盛世，因此《九成宫醴泉铭》碑也被誉为“三绝”碑之一，及“天下第一铭”，明代赵涵視為天下第一楷書，享有「楷書極則」的崇譽，也是唐代大書法家歐陽詢倍受後世推崇的楷書代表作之一。

## 历代品评
- 宋代朱长文：「然观其少时，笔势尚弱，今庐山有《西林道场碑》是也；及晚益壮，体力完备，奇巧间发，盖由学以致之，《九成宫碑》、《温大雅墓铭》是也。」（《续书断》）
- 北宋《宣和書譜》譽爲「翰墨之冠」。
- 元代趙孟頫：「清和秀健，古今一人。」
- 明代陈继儒：「此帖如深山至人，瘦硬清寒，而神气充腴，能令王者屈膝，非他刻可方驾也。」
- 明代赵涵：「正书第一」。（《石墨镌华[5]》）
- 清代郭尚先：「《醴泉铭》高华浑朴，法方笔圆，此汉之分隶，魏晋之楷合竝醖釀而成者，伯施以外，谁可抗衡。」（《芳坚馆题跋》）
- 清代周星莲：「字有九宫，分行布白是也。右军《黄庭经》、《乐毅论》，欧阳率更《醴泉铭》、《千字文》，皆九宫之最准者。其要不外斗笋接缝，八面皆满，字内无短缺处，字外无长出处，总归平直中正，无他谬巧也。」（《临池管见》）

## 拓本
- 北宋初拓未剜本
- 故宮博物院藏北宋早期拓本，明駙馬李祺舊藏
- 故宮博物院藏北宋拓本，朱翼盦藏本
- 故宮博物院藏北宋拓本，內庫本
- 中國國家圖書館藏北宋拓本，呂伯威本
- 日本三井紀念美術館藏南宋拓本，李鴻裔舊藏
- 上海圖書館藏「南宋未洗碑前拓本」，吳湖帆收藏「四歐寶笈」之一
- 故宮博物院藏南宋拓本，畢沅本
- 日本三井紀念美術館藏南宋拓本，端方舊藏
- 香港中文大學文物館藏南宋拓本，汪氏孝經堂本，「北山十寶」之一[6]
- 南宋拓本，經高鳳翰、郭廷翕、吳式芬、龔心釗遞藏。2016年北京匡時秋季拍賣會以17,250,000元人民幣拍出[7]
- 上海圖書館藏南宋拓本，經党崇雅、翁方綱、初彭齡、龔心釗遞藏
- 大島孝信藏南宋拓本，徐蔭田本
- 宋元間拓本，玉山草堂本
- 明拓《九成宮醴泉銘》麟游未凿本